# Intervención estadounidense en Tabasco
La intervención estadounidense en Tabasco fueron las campañas militares que, como resultado de la invasión por parte del ejército estadounidense, se desarrollaron en el estado mexicano de Tabasco entre junio de 1846 y julio de 1847, derivadas de la Intervención estadounidense en México que fue el primer conflicto internacional sostenido entre México y Estados Unidos.

## Antecedentes
La invasión de 1846 y 1847 tuvo el propósito de anexarse la porción de territorio nacional que correspondía a la parte del norte de México, zona limítrofe con los Estados Unidos. Texas ya había sido perdida en 1836 en la batalla de San Jacinto. Además se cuenta el territorio de Nuevo México y el de la Alta California. En total el territorio era de 1,52 millones de km².
De este territorio se formaron los estados de Texas, Nuevo México, Arizona, California, Nevada, Utah y parte de Colorado, Oklahoma, Kansas y Wyoming, de los Estados Unidos. La situación era previsible: por un lado aquellas regiones se hallaban habitadas en buena medida por colonos estadounidenses, quienes habían cruzado al lado mexicano para vivir y trabajar las tierras, y que mostraban descontento de pertenecer a México. Por otra parte, en los Estados Unidos se perfilaba ya de manera bastante clara, la teoría expansionista en la que ese Estado habría de basar su política durante las épocas siguientes. Comenzaba a ser ya una república imperial.
La guerra se inició cuando el presidente James Knox Polk quiso preservar el nuevo territorio adquirido (la República de Texas, convertida en el Estado de Texas) enviando al ejército estadounidense, el cual debía apostarse en la supuesta frontera con México. El presidente estadounidense dio órdenes a sus tropas de traspasar el río de las Nueces hasta llegar al río Bravo. Texas, cuando aún era República, había intentado extender su frontera original (el río Nueces) hasta el río Bravo (que eran territorios del estado mexicano de Tamaulipas) mediante el Tratado de Velasco que había firmado el prisionero general Antonio López de Santa Anna y que no fue reconocido por México.
Al internarse las tropas estadounidenses en el territorio en disputa entre México y Texas, fueron atacadas y así dio inicio la guerra. La invasión se llevó al cabo posteriormente en varios frentes: en el Estado de la Alta California operaba, aún antes de la declaración de guerra, un grupo de filibusteros estadounidenses y la marina de Estados Unidos en el Océano Pacífico, una fracción del ejército de los Estados Unidos se lanzó hacia el Estado de Nuevo México, otra, con refuerzos del norte avanzó hacia el sur por Tamaulipas y Nuevo León hasta que fue detenida; posteriormente el contingente más importante y mejor reforzado desembarcó en el Puerto de Veracruz y avanzó hasta la capital de México, otro contingente, se desplazó desde Veracruz hacia Tabasco, con la intención de tomar ese estado y bloquear los puertos del golfo.

## Intervención en Tabasco
Por aquellas fechas, la guarnición de Tabasco se encontraba encabezada por el gobernador y comandante general Juan Bautista Traconis; cuatro meses habían pasado desde la declaratoria de guerra, cuando en octubre de 1846, los estadounidenses decidieron enviar a Tabasco una cuadrilla al mando del comodoro Matthew C. Perry con un destacamento de 2250 hombres.

El 21 de octubre de 1846 se avistó frente a la barra de Frontera una goleta, que suponiéndola, mercante, se salió en busca de ella para meterla; más al aproximarse a su bordo se advirtió que era norteamericana [sic, por estadounidense] y de guerra.
Comandante Juan Bautista Traconis

| Buques utilizados por los estadounidenses durante la invasión a Tabasco | Comandantes de nave       |
| Primera batalla de Tabasco                                              |                           |
| Vapor Mississipi                                                        | Capitán French Forrest    |
| Vapor Vixen                                                             | Comodoro Matthew C. Perry |
| Goleta Bonita                                                           | Comandante Brenham        |
| Goleta Reefer                                                           | Comandante Sterret        |
| Goleta Fortuna                                                          | Comandante Sands          |
| Goleta Nonata                                                           | Comandante Hazard         |
| Vapor McLane                                                            | Capitán Howard            |
| Goleta Forward                                                          | Capitán Nones             |
| Segunda batalla de Tabasco                                              |                           |
| Vapor Scorpions                                                         | Comodoro Matthew C. Perry |
| Vapor Spid Fire                                                         | Comandante Porter         |
| Vapor Washington                                                        | Comandante Biguelow       |
| Bombardero Edna                                                         | Comandante Van Brunt      |
| Bergantín Vesubio                                                       | Capitán Edson             |
| Bergantín Stromboli                                                     | Comandante Mackenzie      |

## Primera ofensiva estadounidense (1846)

### Ocupación de Frontera

Comodoro Matthew Perry. Invadió Tabasco en 1846 y 1847.

El 22 de octubre de 1846 se avistaron varios buques estadounidenses; el 23 en la mañana entraron todos y tomaron posesión de Frontera, que se hallaba sin guarnición de ninguna clase. Durante esta invasión, los estadounidenses se propusieron destruir los barcos comerciales tabasqueños a fin de obstruir el comercio del estado, con esto, sería más fácil controlar Frontera y luego a la capital, San Juan Bautista (actual Villahermosa).
Para esto, utilizaron varios buques de vapor como: el Mississippi, el Vixen y el McLane, así como las goletas Bonita, Fortuna, Reefer y Nonata, pero no fue fácil la entrada al río Grijalva, pues la barra y los temporales de otoño estorbaron el paso de los navíos, haciendo que dos de ellos fueran excluidos del viaje a la capital del estado.
Frente a Frontera, los estadounidenses capturaron al vapor mexicano Petrita y a la goleta Amado. En este puerto, tomaron la plaza para establecer ahí su base de operaciones.
El 24 de octubre de 1846 a las seis de la tarde, se recibió el parte de aquella invasión, día en que precisamente habían emprendido su marcha sobre la capital del estado. En Frontera dejaron 200 hombres al mando del teniente Walsh.

### Combate en Acachapan
La flota estadounidense encabezada por el buque de guerra Scorpions.
Navegó por el río Grijalva y llegaron al punto conocido como Fuerte de Acachapan, cercano ya a San Juan Bautista, donde se desarrolló un combate. Debido a la superioridad numérica y de equipo, los estadounidenses salieron vencedores, continuando su camino a la capital.

### Primera batalla de Tabasco

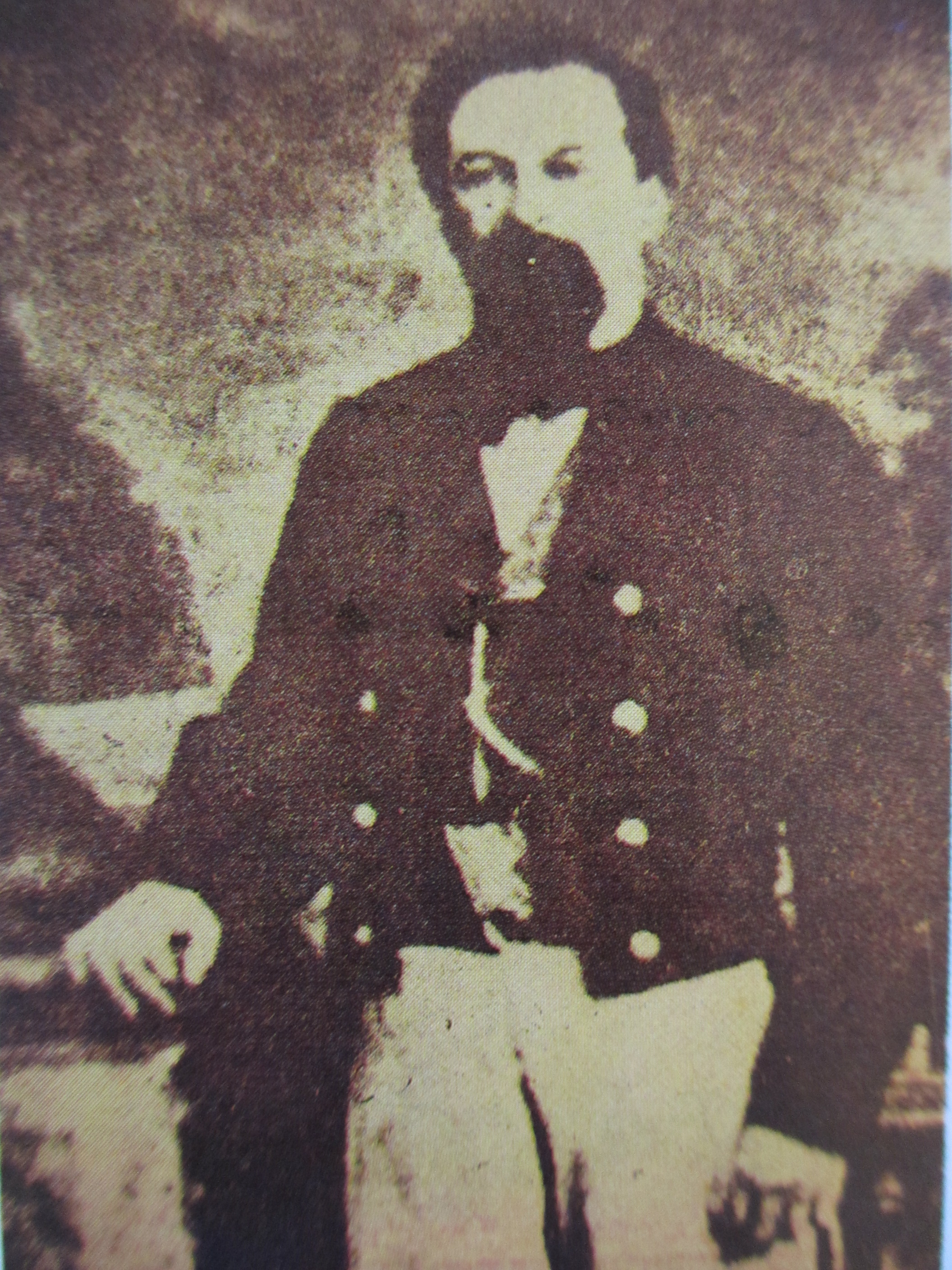
Coronel Juan Bautista Traconis, derrotó a los estadounidenses en la primera batalla de Tabasco en 1846 y separó a Tabasco de México.

El 25 de octubre de 1846, a las doce del mediodía, llegaron frente a San Juan Bautista. Descendieron el comodoro Perry y el capitán Forrest, y mandaron imponer la rendición, manifestando a la vez, que de no efectuarse en quince minutos, demolerían la plaza y pasarían después a cuchillo a toda la guarnición; y como el coronel Juan Bautista Traconis rechazó las condiciones y le mandó decir a Perry a través del intérprete, el vicecónsul británico, «que defenderían la plaza con sus vidas, así que podían iniciar la guerra». La flotilla estadounidense inició entonces el bombardeo despiadado, iniciando la que se conoce como la Primera batalla de Tabasco.
A las 14:15 horas se inició la batalla. La tropa mexicana se apostó en El Principal, parte de lo que hoy es el Palacio de Gobierno, la cárcel pública, ángulo sureste de la plaza de Armas, la iglesia de Esquipulas y la de la Concepción, el cuartel de la Encarnación y en la casa de Sentmanat, donde estaban el cuartel general y el batallón de Acayucan.

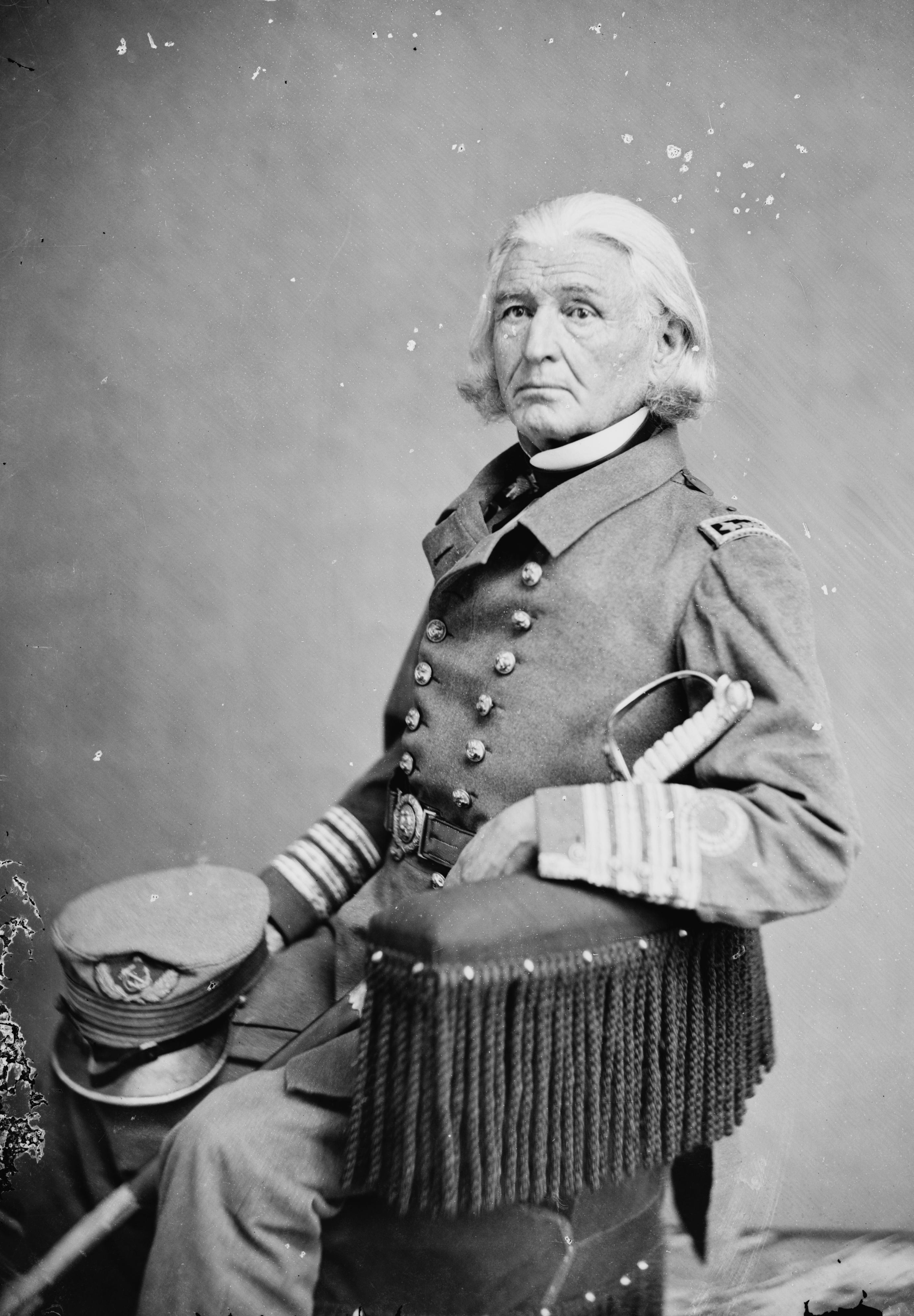
El capitán French Forrest (1796-1866).

Los estadounidenses destacaron tres columnas de 100 hombres en tres lanchas al mando del capitán French Forrest que trataban de desembarcar frente a la iglesia de la Concepción, pero fueron rechazados y diezmados. Atacaron también por la hoy calle Vázquez Norte, sufriendo otro revés. Los estadounidenses continuaron bombardeando la ciudad, la cual intentaron asaltar por cinco ocasiones sin obtener el menor éxito favorable ya que los tabasqueños lograron rechazar y diezmar al enemigo.
El cañoneo duró hasta las 6 de la tarde, sin que los estadounidenses pudieran tomar la ciudad, por lo que tuvieron que regresar a sus barcos. Los tabasqueños se mantuvieron alertas toda la noche, listos para repeler cualquier intento de asalto. Esta gloriosa hazaña ocurrió el 25 de octubre de 1846.
Al amanecer del 26 de octubre de 1846, los estadounidenses reiniciaron el bombardeo. A las 7 de la mañana, los cónsules de Alemania, España y Gran Bretaña le solicitaron al gobernador, el general Traconis se rindiera para evitar más destrucción de la ciudad, a lo que Traconis respondió que la única forma de evitar eso, era que los invasores se retiraran. Perry respondió con un bombardeo inmisericorde, matando y destruyendo casas sin ton ni son, hasta que cansado, pidió una tregua y decidió retirarse hacia Frontera, sin poder tomar la ciudad, llevándose como botín, tres goletas: El Tabasqueño, Micaela y Pitirri; un pailebot (el Progreso) y un bergantín (el Manuelita).
De esta manera se consumaba una de las más grandes hazañas de la historia tabasqueña.
Ya en Frontera, Perry decidió establecer un bloqueo naval al puerto, para evitar el abastecimiento de víveres, refuerzos y pertrechos militares hacia San Juan Bautista.

## Tabasco se separa de México
Tras esta batalla, el comandante y gobernador Juan Bautista Traconis felicitó a los habitantes de San Juan Bautista por haber evitado la entrada del invasor, y sabiendo que era inminente un segundo ataque de la escuadra estadounidense ―que había establecido un bloqueo naval en el puerto de Frontera―, Traconis solicitó al gobierno de la República que le enviara ayuda militar responsabilizándose de que:

Tabasco no caería en poder de los estadounidenses, más si se me abandona como hasta ahora, con mis propios y limitados recursos, con seguridad habrá resultados muy lamentables para la nación y el gobierno.

Como el presidente José Mariano Salas no atendió su petición de ayuda, el general Juan Bautista Traconis se pronunció el 9 de noviembre de 1846 contra el presidente Salas, declarando a Tabasco separado de la nación mexicana, por medio del siguiente decreto:

1.º El estado de Tabasco desconoce al Gobierno de la República, mientras no trate de conservar con él la integridad del territorio nacional.
2.º El propio estado, obligado por la conducta de dicho Gobierno a proveer a su seguridad y defensa, arreglará su administración interior bajo las bases más liberales y adecuadas a las circunstancias de la actual guerra.
Comandante Juan Bautista Traconis

Sin embargo, el plan separatista de Traconis no fue apoyado ni por su gran amigo Antonio López de Santa Anna que lo acusó de traidor a la Patria en virtud de la invasión que sufría el país. Aunado a esto, un importante sector de la población tabasqueña no estuvo de acuerdo en su acción, por lo que se generó una crisis política local en medio de una guerra nacional. Traconis, recibió la promesa del presidente José Mariano Salas de que enviaría apoyos al estado. Así el 8 de diciembre de 1846, en San Juan Bautista se levantó un desplegado diciendo:

Habiendo cesado las causas que impulsaron al estado de Tabasco a separarse de México, vuelve el estado a la unión nacional y reconoce nuevamente al supremo gobierno
San Juan Bautista, Tabasco 8 de diciembre de 1846

El 5 de enero de 1847, Traconis dejó el cargo de gobernador del estado a Justo Santa Anna y entregó el mando militar a Alejandro García. Por diferencias personales con el nuevo gobernador, y por acusaciones hechas por sus enemigos políticos, Traconis es hecho prisionero el 23 de enero, y conducido a la Ciudad de México. Más tarde es absuelto y colabora en la defensa del Convento de Churubusco.

## Segunda ofensiva estadounidense (1847)

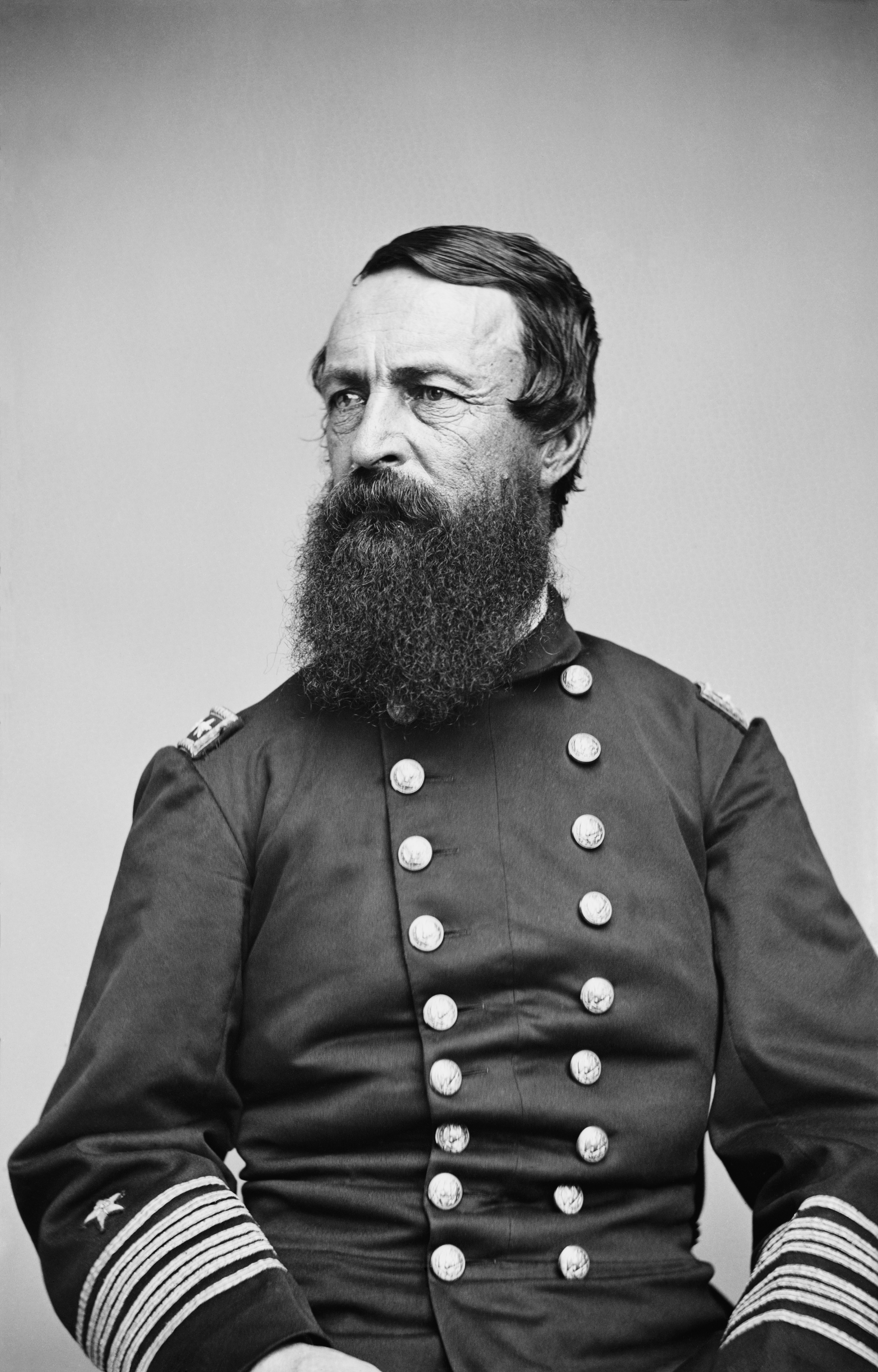
Retrato del comandante David Dixon Porter.

### Preparativos y fortificaciones
Dentro de los preparativos para la defensa de otra invasión estadounidense, se construyó el fortín Iturbide.
Durante la segunda batalla, hubo más participación de tabasqueños. Algunos liberales como Justo Santa Anna quien era el gobernador, los hermanos Maldonado y Miguel Bruno entre otros llevaron la dirección de la defensa.
El comodoro Perry partió del puerto de Frontera hacia la capital San Juan Bautista a mediados de junio, contando con varios bergantines, un bombardero, lanchones y vapores, entre estos: el Scorpions, el Washington y el Spit Fire, que componían la llamada Flota Mosquito. Para esas fechas, los estadounidenses tenían bloqueado además de Frontera, a Palizada, El Carmen y Coatzacoalcos, impidiendo el intercambio comercial con Tabasco.
Ante la amenaza inminente, de que los estadounidenses atacarían de nuevo la capital del estado, el gobernador Justo Santa Anna, decidió cambiar los poderes e instalarse junto con los principales representantes civiles, en Tacotalpa, que fue nombrada capital de Tabasco

### Segunda batalla de Tabasco
El 13 de junio de 1847, los estadounidenses se aprestaban nuevamente a invadir Tabasco.
Poco antes de llegar a la ciudad de San Juan Bautista, los guerrilleros locales ―apostados en Ceiba, el fuerte de Acachapan, La Colmena y el fuerte de Iturbide―, resistieron y causaron algunas bajas al enemigo que ya incursionaba por tierra.
En Acachapan, el río Grijalva fue obstruido con pedazos de lanchones, árboles y cadenas, para evitar el paso de la flota estadounidense. También enfrentaron a los estadounidenses cuando desembarcaron en Las Palmas, retrasándoles el avance sobre el fuerte de Iturbide, punto clave por estar próximo a la capital, defendido por Miguel Bruno, quien ―acatando órdenes del general Domingo Echegaray―, abandonó el lugar para dirigirse al cuartel general en la capital. Este error del comandante Echegaray fue imperdonable, pues los invasores se apoderaron del fortín y formaron un segundo flanco de ataque, este por tierra.
El día 16 se presentó el enemigo en la capital lo que provoca fuertes combates en San Juan Bautista (hoy Villahermosa); iniciándose así la Segunda Batalla de Tabasco, El bloque que defendía la plaza estaba dirigido por el teniente coronel Alejandro García y estaba constituido por residentes y milicianos de la ciudad, gente de Acachapan, Ceiba, La Colmena, la Chontalpa, la Sierra y el Batallón de Acayucan, los tabasqueños defendieron valientemente su territorio hasta que, debido al ataque estadounidense por tierra y río, además de la falta de recursos y armas para defenderse, Echegaray tuvo que dar la orden de abandonar la ciudad, que fue ocupada por el enemigo el 16 de junio de 1847, trasladándose civiles y militares a los pueblos de Atasta y Tamulté, mientras que otros continuaron hasta Pueblo Nuevo de las Raíces y Tacotalpa. Finalmente la bandera estadounidense fue izada en la casa de gobierno a las 11:50 de la mañana.
Mientras tanto, en San Juan Bautista, el Comodoro Perry, nombra al general Gershom J. Van Brunt gobernador de Tabasco, quien quedó en la ciudad con 420 hombres. Perry salió rumbo a Frontera el 22 de junio de 1847.

## Expulsión de los estadounidenses
Las fuerzas tabasqueñas instalaron su cuartel general en Tamulté, pueblo próximo a la capital. Posteriormente, el 25 de junio de 1847, comienza a actuar la guerrilla tabasqueña bajo el mando de Miguel Bruno, entre otros, sobre todo por las noches, atacando las avanzadas de los invasores. El comercio no abría y los campesinos no surtían a la ciudad de los productos básicos. El día 26 de junio, llegó a San Juan Bautista el comandante Bigelow, quien sustituyó a Van Brunt en el gobierno. El 29 de junio, la guerrilla atacó duro a los invasores por la zona del panteón. En represalia, el comandante Bigelow mandó incendiar más de 30 casas de esa zona.
Al día siguiente, fueron atacados nuevamente por el barrio de Concepción. La represalia no se hizo esperar: los estadounidenses destruyeron otras 30 casas. El 1 de julio le llegaron a Bigelow 200 hombres de refuerzo desde Frontera, con los que el 2 de julio atacó el cuartel de los nacionales en Tamulté sin lograr tomarlo, teniendo que regresar a San Juan Bautista.
Los estadounidenses dominaron la capital durante cinco semanas con grandes dificultades, pues estaba casi desolada y paralizada. Las presiones de la guerra continuaban, los estadounidenses amenazaron con confiscar las propiedades de quienes pretendían huir, y clausurar las tiendas de los comerciantes que no abrían.
Al avanzar los guerrilleros tabasqueños, se ocultaban en el cementerio sanjuanense y entre las ruinas del barrio e iglesia de la Concepción para atacar a Bigelow y sus hombres, pero estos respondieron incendiando este barrio y el de Esquipulas.
La acción de la guerrilla llegó a tal grado, que todos los días amanecían soldados estadounidenses muertos en las callejuelas de la ciudad. Debido a la fuerte guerrilla tabasqueña, y al valor temerario de los tabasqueños organizados por Miguel Bruno y el gobernador Justo Santa Anna, fueron las causas que dieron a las armas nacionales en Tabasco, el triunfo sobre los estadounidenses, el 22 de julio de 1847.
Derrotados, los estadounidenses desocuparon la ciudad en la que habían permanecido 35 días, después de los cuales se retiraron, no sin antes devastar e incendiar una parte de la ciudad.
Mientras tanto, en el centro de la república tenían lugar algunos sucesos de gran trascendencia: los estadounidenses habían logrado llegar hasta la capital, a pesar de la defensa heroica de los mexicanos. Sin embargo, los invasores resultaron victoriosos y, como consecuencia de los acontecimientos, México perdió más de la mitad de su territorio.